# Hipposauridae
Hipposauridae es una familia extinta de terápsidos perteneciente al suborden Biarmosuchia que vivió durante el periodo Pérmico Tardío en lo que ahora es Sudáfrica. Incluye al género Hipposaurus, y posiblemente a los géneros Hipposauroides y Pseudhipposaurus. Un biarmosuquio cercanamente relacionado es Ictidorhinus, el cual ha sido situado sin embargo en la familia Ictidorhinidae.